# In-A-Gadda-Da-Vida
„In-A-Gadda-Da-Vida“ je píseň Iron Butterfly, vydaná na jejich albu In-A-Gadda-Da-Vida z roku 1968. Svou délkou přesahuje sedmnáct minut a zabírá celou druhou stranu alba In-A-Gadda-Da-Vida. Text písně je jednoduchý a je slyšet pouze na začátku a na konci nahrávky.
Tvůrci o písní tvrdí, že její název původně zněl „In the Garden of Eden“, ale v průběhu zkoušení a nahrávání byl zpěvák Doug Ingle pod vlivem alkoholu a nezřetelně řekl jen „In A Gadda Da Vida“.
V seriálu Simpsonovi zazněla skladba v dílu Bart prodává duši (anglicky Bart Sells His Soul) (7. řada, 4. díl) a také v epizodě Šílený Homer (3. řada), ale jen její velice krátká část. Dále byla část písně použita v epizodě Cvok (The Jerk) seriálu Dr. House.
V roce 2007 coververzi písně nahrál velšský diskžokej High Contrast.